# Dan Burros
Daniel "Dan" Burros (Nueva York; 5 de marzo de 1937 – Reading, Pensilvania, 31 de octubre de 1965) fue un judío estadounidense conocido por haber sido miembro activo del Partido Nazi Americano. Más tarde, tras una discusión con George Lincoln Rockwell, fundador del partido, Burros se convirtió en un Kleagle o reclutador para la rama estatal de Nueva York de United Klans of America, uno de los más violentos grupos del Ku Klux Klan de todos los tiempos, alcanzando el grado de Gran Dragón.
Burros se suicidó el 31 de octubre de 1965, horas después de que se hicieran públicas sus raíces judías. Se disparó en el pecho y luego en la cabeza. En ese momento, según se dice, estaba escuchando música compuesta por Richard Wagner.

## Primeros años
Daniel Burros era hijo de George y Esther Sunshine Burros de Queens, en la Ciudad de Nueva York. En el instituto, su cociente intelectual obtuvo una medida de 154 y le fue bien en la mayoría de las clases. Burros no era atlético y tenía problemas de visión . Se obsesionó hasta el punto de la paranoia respecto a la competición atlética, particularmente cuando perdía o temía perder. También poseía un temperamento feroz. Esta intensidad de carácter le llevaba frecuentemente a tener peleas.

## Servicio militar
Burros expresó el deseo de ingresar a la Academia Militar de West Point (hecho que nunca se realizó). Aun así, se alistó en la Guardia Nacional mientras todavía estaba en el instituto y llevó su uniforme a clase puesto en los días de instrucción. Se alistó en el Ejército de Estados Unidos en 1955, para ser licenciado más tarde después de una serie de intentos de suicidio mediante la ingestión de grandes cantidades de aspirina y cortes no fatales en sus muñecas. Ya en esta época alabó a Adolf Hitler en una nota de suicidio. Su licenciatura se atribuyó oficialmente a "razones de falta de idoneidad, carácter, y trastornos de comportamiento".

## Actividad política
Burros finalmente se unió al Partido Nazi Americano, el cual había sido fundado por George Lincoln Rockwell, un expiloto de la Armada de los Estados Unidos que había combatido en la Segunda Guerra Mundial y la Guerra de Corea.
El origen judío de Burros habría sido sospechado por algunos de sus compañeros del Partido Nazi Americano. Muchos de los "soldados de asalto" de Rockwell desconfiaban de Burros no solo por ser supuestamente judío, sino también por su autodesprecio y su extraño comportamiento. Burros a veces llevaba un knish a la sede del Partido Nazi Americano y hacía declaraciones tales como "¡Vamos a comer esta buena comida judía!". Asimismo, Burros también solía citarse con mujeres judías. En un incidente descrito en el libro de William H. Schmaltz de 1999, Odio: George Lincoln Rockwell y el Partido Nazi Americano, Burros una vez describió públicamente una espeluznante fantasía en la que las teclas de un piano eran modificadas para enviar choques eléctricos mediante cables sujetos a una víctima judía de su elección. Creía que la combinación de música del piano y los choques eléctricos harían que esta convulsionara al ritmo del piano y ello le proporcionaría diversión. Otro ejemplo es el hecho de que entre sus posesiones personales se hallaba una pastilla de jabón envuelta en papel con las palabras "fabricada con las mejores grasas judías" impresas en ella.

## Suicidio
El origen judío de Burros fue hecho público en un artículo del The New York Times escrito por el periodista John McCandlish Phillips. Phillips era un cristiano evangélico que inicialmente trató de llegar a Burros para intentar sacarle declaraciones que indicasen que se sentía atrapado en el movimiento neonazi. Aun así, sus intentos fueron infructuosos. No mucho tiempo después salió a la venta la publicación del Times con la sorprendente revelación de su origen judío, Burros se suicidó en la residencia de su amigo y socio Roy Frankhouser, del KKK, en Reading, Pensilvania.
En una rueda de prensa, un taciturno George Lincoln Rockwell alabó la dedicación de Burros. Aprovechó la oportunidad para manifestarse contra los judíos, a los que se refirió como "un pueblo único con una masa distinta de desórdenes mentales" y atribuyó la inestabilidad de Burros y su suicidio a "esta infortunada psicosis judía". A pesar del hecho de que Burros era judío y a la desconfianza de sus "tropas de asalto", Rockwell había deseado mantener al menos una relación de trabajo con él.

## Análisis del hecho de ser un judío nazi
Burros es a veces citado como un ejemplo de judío autodespreciante, estando también influido por el libro Imperium de Francis Parker Yockey.
La historia de Dan Burros es la base de la película de Henry Bean titulada El creyente, protagonizada por Ryan Gosling. También inspiró un episodio de la serie de televisión Lou Grant y el episodio de la 5ª temporada de Cold Case llamado "Spiders" ("Arañas"). Dan Burros no fue el único miembro judío del Partido Nazi Americano. Leonard Holstein era el comandante de la unidad de Los Ángeles del ANP cuando estaba activo y más tarde sirvió al ANP en otros cargos.